# Якунін Сергій Миколайович
Сергій Миколайович Якунін (нар. 21 липня 1984, Новопокровка, Чугуївський район, Харківська область, УРСР) — український футзаліст та футболіст. Виступав за збірну України з футзалу.

## Клубна кар'єра
Сергій Якунін – вихованець харківської школи футзалу на молодіжному рівні грав за місцеві Ехо та Локомотив. У чемпіонаті України з футзалу дебютував у сезоні 2001/02 років за Універ-Харків під керівництвом Юрія Кобзаря.
У складі «Універа» Якунін провів п'ять сезонів, за які зумів виявити себе висококласним виконавцем. Це й дозволило йому перейти у львівську «Енергію», якою тоді керував добре знайомий Якуніну по «Універу-Харкові» Юрій Кобзар. У першому ж сезоні разом з «Енергією» Сергій Якунін виграв Чемпіонат України, а в сезоні 2007/08 років — срібло національної першості також дійшов зі своєю командою до елітного раунду розіграшу Кубка УЄФА у наступному сезоні.
У середині чемпіонату 2008/09 перебрався у львівський «Тайм», з яким також став чемпіоном, а наступного сезону виграв золотий дубль, а потім ще й Суперкубок України.
Після того, як «Тайм» припинив існувати в середині чемпіонату 2010/2011, Якунін, як і більшість гравців, разом із головним тренером Станіславом Гончаренком перейшов в «Енергію», що формально називалося об'єднанням в «Енергію-Тайм». У тому сезоні команда Якуніна виграла Кубок, а в чемпіонаті стала другою, програвши у золотому матчі плей-оф «Урагану».
Через рік Сергій Якунін, будучи одним із основних гравців «Енергії», знову виграв золотий дубль. На початку сезону 2012/13 років футзаліста турбували травми, які не давали можливість вийти на пік форми. Регулярно потрапляти до складу гравець почав лише у другій частині сезону й разом із партнерами втретє поспіль виграв Кубок України.
З 2015 виступає за харківську аматорську команду «Nik & Ars».

## Кар'єра в збірній
Сергій дебютував за збірну України з футзалу в 2007 на чемпіонаті Європи з футзалу у матчі проти Росії 1:4.

## Досягнення
- Чемпіонат України
  -  Чемпіон (3): 2006/07, 2009/10, 2011/12

- Кубок України
  -  Володар (4): 2009/10, 2010/11, 2011/12, 2012/13

- Суперкубок України
  -  Володар (1): 2009

- Кубок Білорусі
  -  Володар (1): 2016/17